# Prasa hydrauliczna

Zasada działania prasy hydraulicznej

Prasa hydrauliczna – urządzenie techniczne zwielokrotniające siłę nacisku dzięki wykorzystaniu zjawiska stałości ciśnienia w zamkniętym układzie hydraulicznym (prawo Pascala).

## Budowa i zasada działania
Prosta prasa hydrauliczna zbudowana jest z dwóch połączonych ze sobą cylindrów, które są wypełnione olejem hydraulicznym i zamknięte szczelnymi tłokami. Cylinder roboczy ma zwykle znacznie większą powierzchnię S2 niż cylinder spełniający funkcję pompy S1. Jeśli działamy określoną siłą na tłok pompy F1, to na tłok roboczy działa znacznie większa siła F2.
Tłok pompy o powierzchni S1, na który działa siła F1, wywołuje w układzie ciśnienie p: 
{\displaystyle p={\frac {F_{1}}{S_{1}}}}
Zgodnie z prawem Pascala ciśnienie to rozprzestrzenia się po całej objętości cieczy i działa także na tłok roboczy o powierzchni S2 wywołując siłę F2
{\displaystyle F_{2}=pS_{2}={\frac {S_{2}}{S_{1}}}F_{1}}
Z powyższego wzoru wynika, że siła działająca na tłok roboczy jest tyle razy większa od siły działającej na tłok pompy, ile razy powierzchnia tłoka roboczego jest większa od powierzchni tłoka pompy.
W prasie hydraulicznej jest spełniona zasada zachowania energii. Praca wykonana przez tłok pompy (ten o mniejszej powierzchni) jest równa sile F1 pomnożonej przez przesunięcie, które z kolei jest tyle razy większe od przesunięcia tłoka roboczego, ile razy przekrój tłoka roboczego jest większy od przekroju tłoka pompy. Praca wykonana przez tłok roboczy jest więc taka sama jak praca tłoka pompy.

## Przykład
Niech S1 będzie równe 10 cm kwadratowych a S2 dwa razy więcej czyli 20 cm kwadratowych. Niech siła F1 będzie równa 10 N - wtedy tłok roboczy zareaguje siłą 20 N. Przesunięcie tłoka pompy niech wyniesie 10 cm, tłok roboczy przesunie się wówczas o 5 cm. Praca po stronie tłoka pompy jest równa iloczynowi siły razy przesunięcie czyli 10 N razy 10 cm co daje 1 J. Taka sama praca równa 1 J zostanie wykonana po stronie tłoka roboczego w wyniku pomnożenia siły 20 N razy 5 cm.

## Praktyczne wykorzystanie

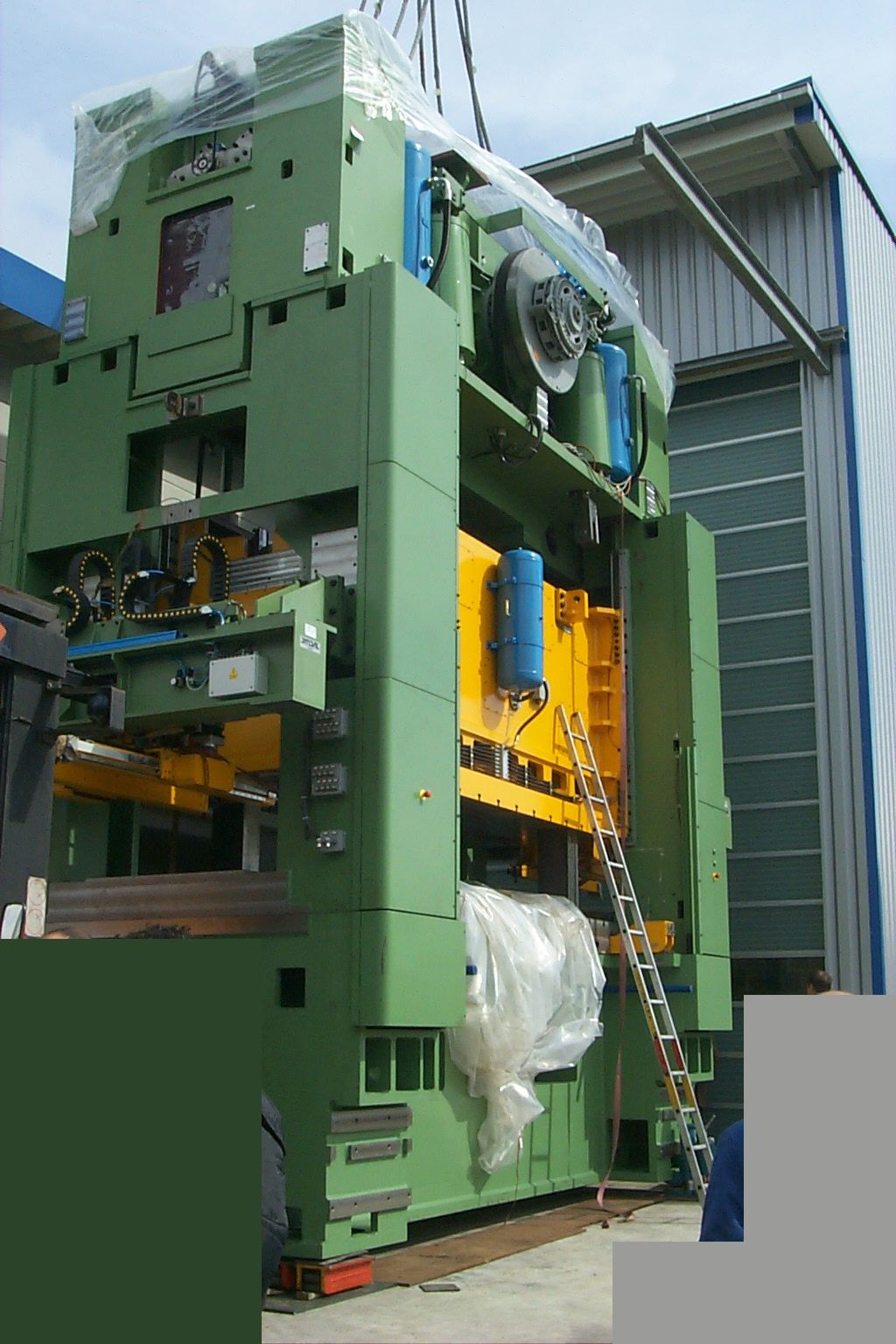
Prasa hydrauliczna o nacisku 10 MN

Prasy hydrauliczne o prostej klasycznej budowie z pompą tłokową stosuje się tylko w układach, gdzie nie jest wymagane działanie dużych nacisków, jak na przykład w hydraulicznych podnośnikach samochodowych lub w układach hamulcowych pojazdów samochodowych. Jeśli w urządzeniu wymagane są duże naciski, mogące sięgać aż kilkudziesięciu tysięcy ton, albo szybkie przemieszczenia organu roboczego, wtedy w prasach hydraulicznych stosuje się inne pompy niż tłokowe np. zębate lub łopatkowe, które najczęściej są napędzane silnikami elektrycznymi.
Każde urządzenie techniczne, w którym są stosowane siłowniki hydrauliczne wykorzystuje prasę. Zalety napędów hydraulicznych to duże siły, płynny przesuw, łatwe i precyzyjne sterowanie oraz bardzo duża trwałość. Dlatego też trudno jest znaleźć dziedzinę techniki, w której nie znalazłaby ona zastosowania.
Przykłady zastosowania prasy hydraulicznej:
- do obróbki plastycznej metali
- podnośniki różnego rodzaju (również w windach osobowych)
- hamulec hydrauliczny pojazdów samochodowych
- napęd różnych zespołów obrabiarek skrawających, wtryskarek itp
- do prasowania surowców wtórnych
- prasa warsztatowa o napędzie ręcznym
- przenośna do badania wytrzymałości skał
- do wyprasek zniczowych
- do brykietowania
- do fornirowania
- do prasowania proszków ceramicznych